# Piornal
Piornal (extremadurai nyelven El Piornal) település Spanyolországban, Cáceres tartományban. Piornal Garganta la Olla, Pasarón de la Vera, Arroyomolinos de la Vera, Barrado, Casas del Castañar, Cabrero, Valdastillas, Navaconcejo és Cabezuela del Valle községekkel határos. Lakosainak száma 1454 fő (2024).

## Népesség
A település népessége az elmúlt években az alábbi módon változott:
| Lakosok száma | 1574 | 1535 | 1524 | 1537 | 1552 | 1549 | 1547 | 1519 | 1485 | 1454 |
|               | 2001 | 2004 | 2006 | 2009 | 2011 | 2014 | 2016 | 2019 | 2021 | 2024 |